# Agricultura en Albania

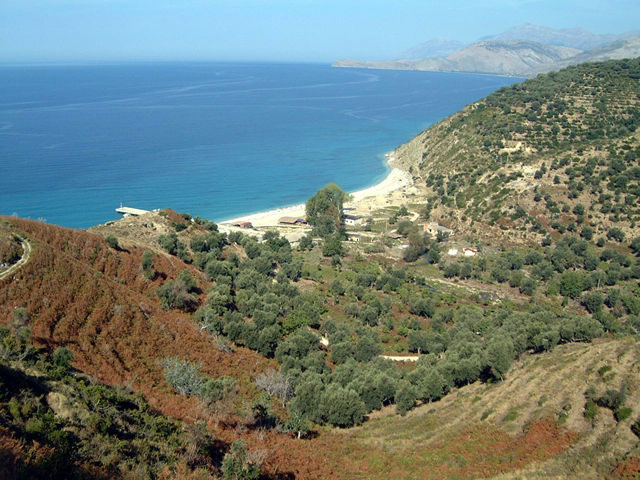
La Riviera albanesa y sus plantaciones de olivos y cítricos.

La agricultura en Albania sigue siendo un sector importante de la economía de Albania, que contribuye con el 22,5 por ciento del PIB del país. El país abarca 28.748 kilómetros cuadrados (11.100 millas cuadradas), de los cuales el 24% son tierras agrícolas, el 36% tierras forestales, el 15% pastos y praderas y el 25% áreas urbanas que incluyen lagos, vías fluviales, tierras rocosas y montañosas no utilizadas. Se puede separar en tres zonas principales, como la zona de tierras bajas a lo largo de la costa del país, la zona de colinas en las tierras bajas y la zona de montaña.
El país abarca las llanuras costeras en el oeste hasta los Alpes albaneses en el norte, los Montes Šar en el noreste, las montañas Skanderbeg en el centro, las Montañas Korab en el este, las montañas Pindo en el sureste y las Montañas Ceraunias en el suroeste a lo largo de la Riviera albanesa. El mar Mediterráneo, que incluye el Adriático y el Jónico, constituye toda la frontera occidental de Albania.
El país experimenta un clima mayoritariamente mediterráneo con influencias continentales. Esto significa que el clima se caracteriza por inviernos suaves y veranos calurosos y secos. Las zonas más cálidas del país se encuentran a lo largo del oeste, donde el clima se ve profundamente afectado por el mar. Las partes más frías del país se encuentran en el norte y el este, donde predomina el clima boscoso nevado.
En 1990, los productos agrícolas nacionales representaron el 63 por ciento de los gastos de los hogares y el 25 por ciento de las exportaciones. Como parte del proceso de preadhesión de Albania a la Unión Europea, se está ayudando a los agricultores a través de los fondos del IAP para mejorar las normas agrícolas albanesas.
Según el Ministerio de Agricultura, las exportaciones de hortalizas y frutas se han duplicado en los primeros meses de 2017. Sin embargo, las exportaciones de pescado, mariscos y productos marinos también han aumentado en un 35 por ciento.
Uno de los primeros sitios de cultivo en Europa se ha encontrado en el sureste de Albania.

## Acuicultura

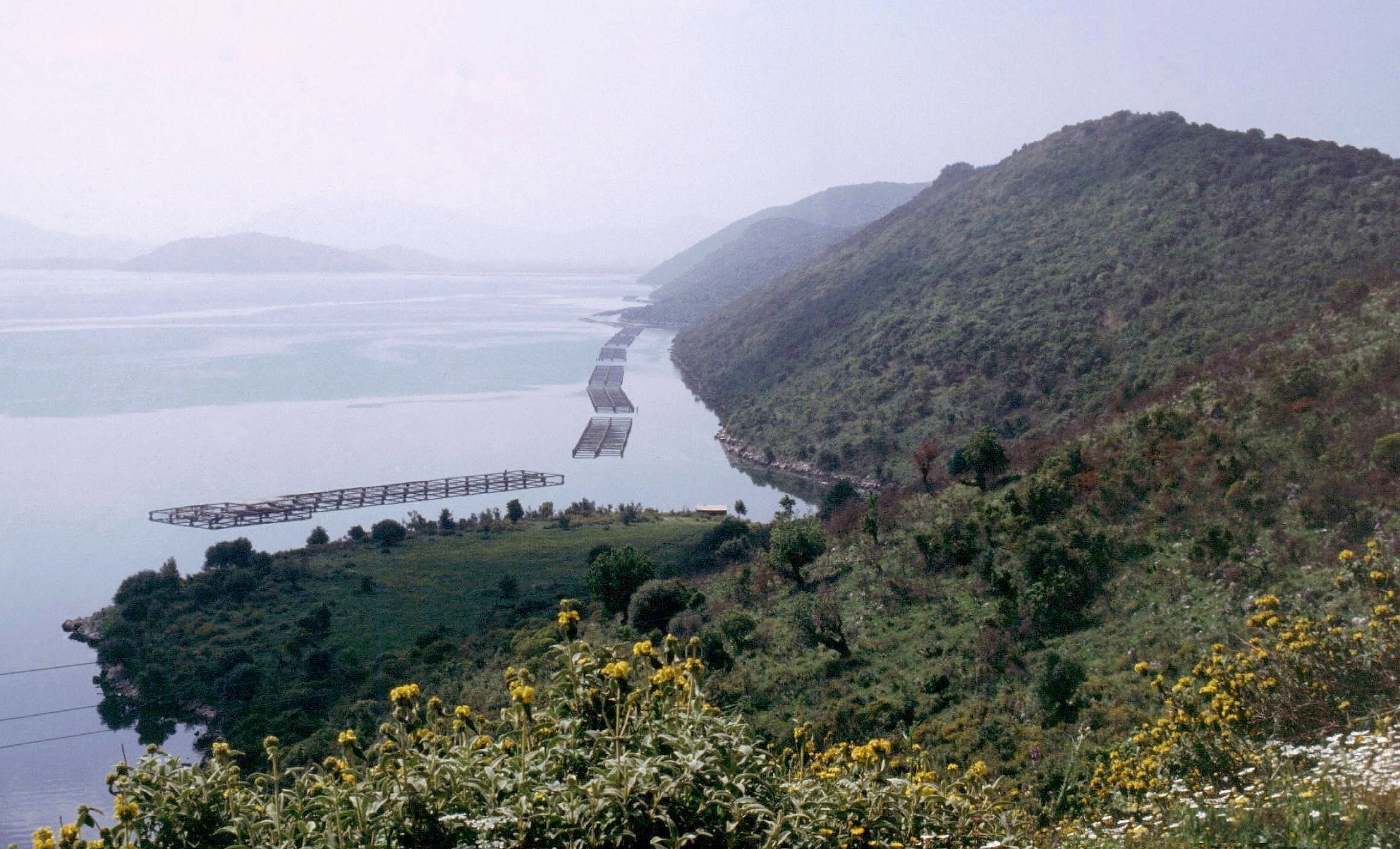
Una instalación de cultivo de mejillones en el lago Butrinto

Tanto el mar Adriático como el mar Jónico dentro del mar Mediterráneo son una fuente de pesca de agua salada, mientras que la pesca de agua dulce se produce en el lago Butrinto, el lago Escútari, el lago de Ocrida, el lago Prespa, así como en la laguna de Karavasta, la laguna de Narta y la laguna de Patos. Se estima que la costa del país tiene 381 kilómetros de largo. La gran disponibilidad de agua del país le da a la industria pesquera subdesarrollada un gran potencial para convertirse en una parte importante de la economía local. Aunque la industria pesquera todavía se encuentra en un proceso de transición, a pesar de las importantes capacidades de desarrollo y procesamiento heredadas del pasado.

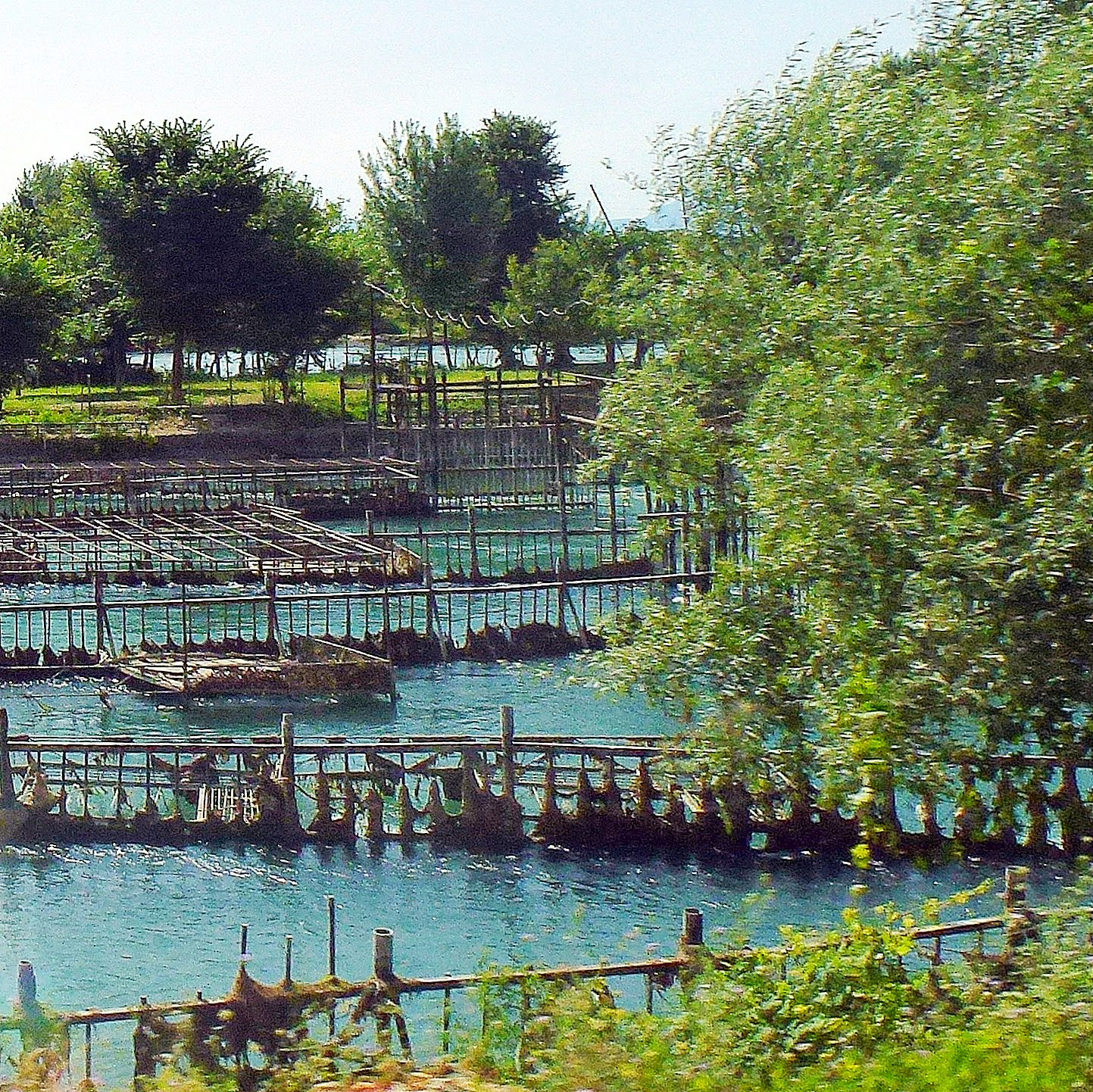
Piscicultura en Zus, Condado de Shkodër

El cultivo extensivo de peces marinos se ha practicado en el país en la década de 1950. La industria de peces marinos es un sector de cría en jaulas marinas costeras y en alta mar. Las truchas se desarrollan principalmente en el sureste, suroeste y norte, mientras que las carpas se encuentran principalmente en el centro y el norte. El cultivo de peces marinos está dominado por especies como la trucha arco iris, la lubina europea, la dorada, la carpa común, la carpa plateada, la carpa cabezona, la carpa herbívora y la trucha ohrid.
Los mejillones están muy extendidos en todo el sur del país y se cultivan especialmente en el lago Butrinto a lo largo de la proximidad al mar Jónico. En 1980 se construyeron casi 80 instalaciones de cultivo de mejillones con una producción media de unas 2.000 toneladas anuales, mientras que en 1989 se aumentó a 5.000 toneladas anuales. Aunque en Shëngjin también opera una instalación más pequeña de unas 100 hectáreas. Tras el fin del comunismo y el brote de cólera en 1990, la producción disminuyó drásticamente y se abrió de nuevo en 2000.
El cultivo de camarones comenzó alrededor del final del comunismo en Albania. La única instalación extensiva de cultivo de camarones del país se encuentra en la laguna de Narta, desde donde el río Viosa desemboca en el mar Adriático. Dentro del parque marino de Karaburun-Sazan, se han registrado 50 especies de crustáceos, lo que indica que la región es un lugar potencial para el cultivo.

## Viticultura

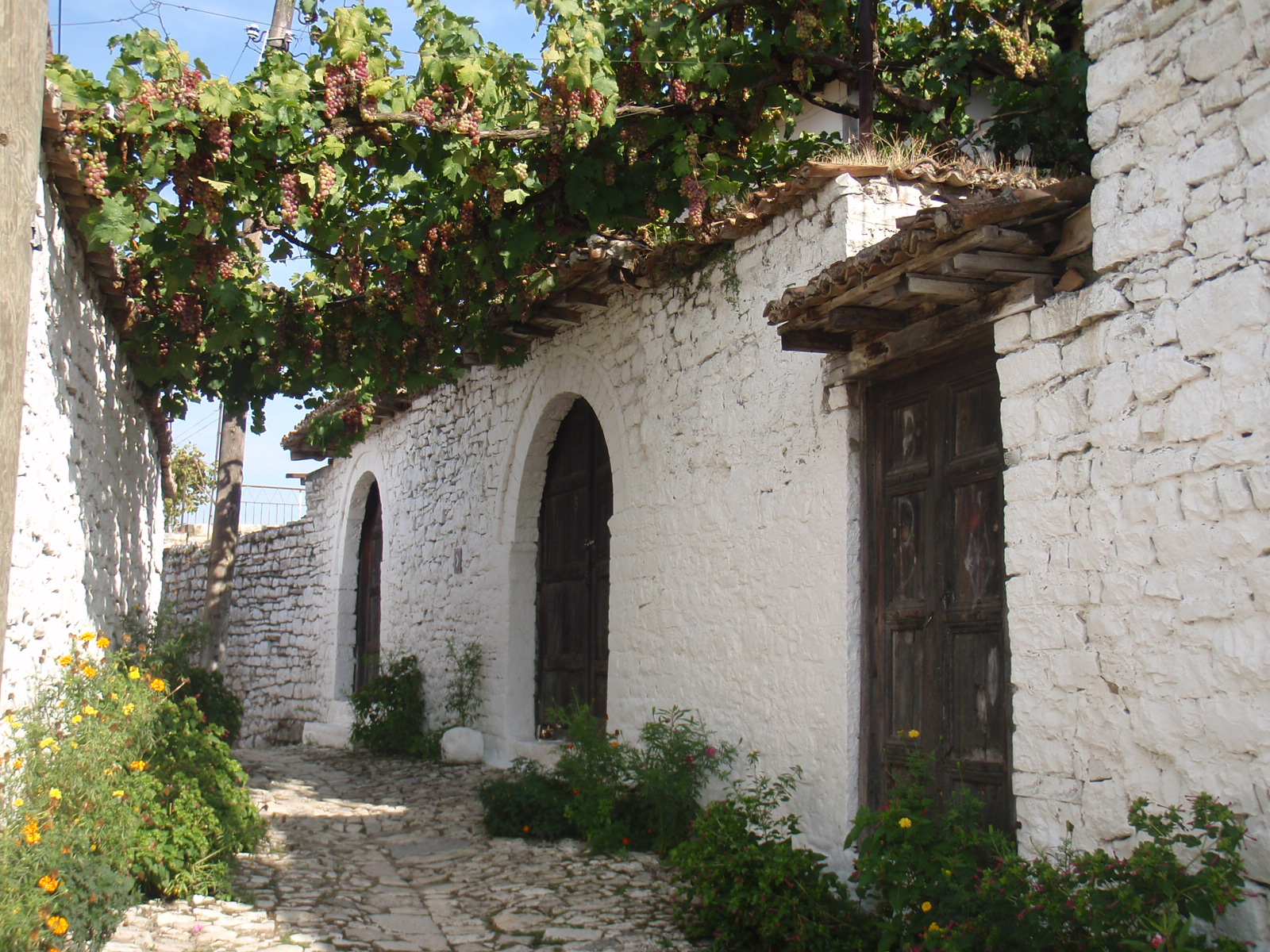
Uvas en Berat

Albania es el 42.º mayor productor de vino del mundo. El país tiene una de las historias vitivinícolas más largas de Europa y pertenece cronológicamente al viejo mundo de los países productores de vino. Las regiones vitivinícolas más importantes del país se encuentran en el centro, pero también las zonas montañosas en el norte, este y sur. Tras el fin del comunismo en el siglo XX, el desarrollo y la suerte de la industria vinícola albanesa estuvieron profundamente influenciados por las influencias económicas del país.
En 1912, ganó popularidad entre la población local, pero fue casi destruido en 1933 por la filoxera. Un repunte significativo comenzó solo después de la Segunda Guerra Mundial, al final de la cual todavía se cultivaba vino en solo 2737 hectáreas (27,37km²). La región más productora de vino fue el condado de Durrës, donde las uvas se cultivaban en empresas estatales comunistas. En esa época, la superficie nacional correspondía aproximadamente a la del tabaco, pero era significativamente inferior a la del olivo y los árboles frutales. El vino exportado se consumía principalmente en Europa Occidental, como en Alemania.
Además, las exportaciones de vino disminuyeron continuamente, pasando de 61.000 hectolitros en 1971 a 22.000 hectolitros en 1985. Las razones se encuentran principalmente en condiciones de producción obsoletas y material técnico insuficiente que dificultaba el transporte y rebajaba la calidad. Por otro lado, la exportación de graisines fácilmente transportables estaba en continuo aumento (hasta 3500 toneladas por año), mientras que la exportación de uvas frescas era marginal.

## Producción

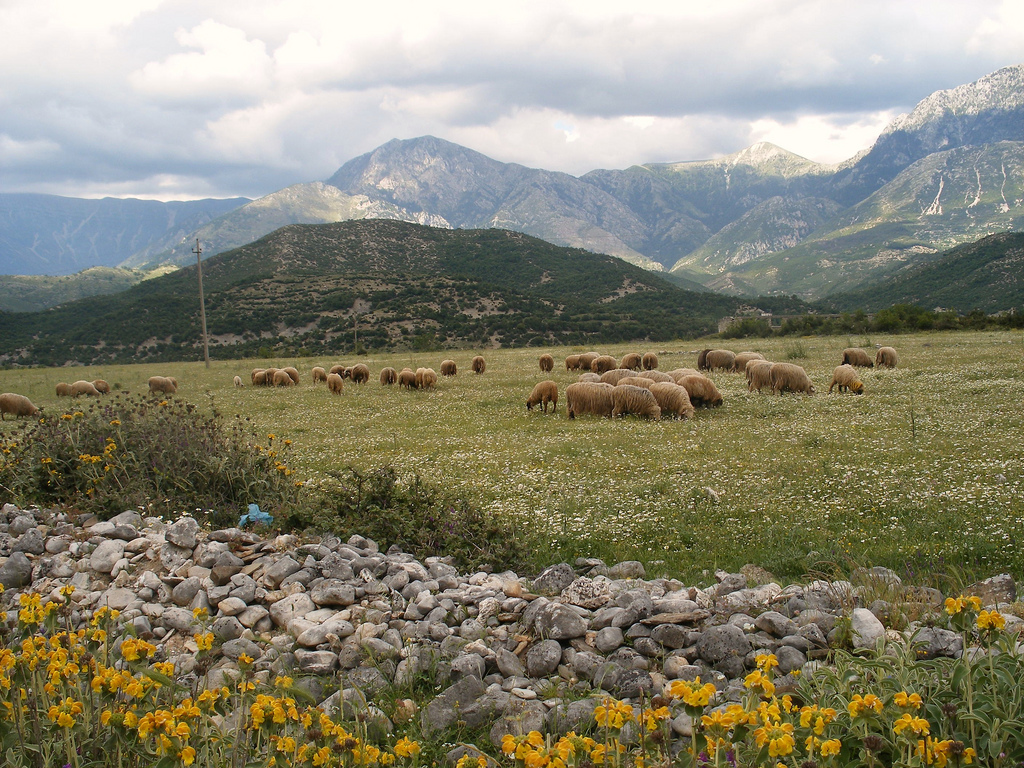
Pasto de ovejas albanesas

Los principales productos agrícolas del país son el tabaco, los higos, las aceitunas, el trigo, el maíz, las patatas, las hortalizas, las frutas, la remolacha azucarera, las uvas, la carne, la miel, los productos lácteos y las plantas medicinales y aromáticas.
Las exportaciones de plantas medicinales y aromáticas en 2020 totalizaron 14.000 toneladas por un valor de US$59 millones. El cultivo de ortigas, prímulas, lavanda, salvia y otras plantas herbáceas emplea a unos 100.000 albaneses.
La agricultura representa el 18,9 por ciento del PIB y una gran parte de las exportaciones. Sin embargo, se limita principalmente a las pequeñas explotaciones familiares y a la agricultura de subsistencia debido a la falta de equipos modernos, a la falta de claridad de los derechos de propiedad y a la prevalencia de parcelas de tierra pequeñas e ineficientes. La fragmentación de la tierra posterior a 1990, la incierta propiedad de la tierra, la falta de registros estatales y de créditos bancarios, y el alto IVA son obstáculos para una industria agrícola moderna. También existe la preocupación de que los productos agrícolas originarios de Albania estén siendo etiquetados como "Producto de Turquía" para el mercado internacional.
Muchos de los bosques históricos de Albania fueron destruidos por la ineficiente industria maderera y la extensión de tierras agrícolas en la década de 1990. Hoy en día, los bosques cubren alrededor de un tercio de la superficie terrestre de Albania y, gracias a un acuerdo con Italia y el Banco Mundial, hay una gran cantidad de reforestación en curso.
Albania es el 11.º mayor productor de aceite de oliva.
Albania produjo en 2018:
- 391 mil toneladas de maíz;
- 288 mil toneladas de tomate;
- 254 mil toneladas de papa;
- 240 mil toneladas de trigo;
- 239 mil toneladas de sandía;
- 184 mil toneladas de uva;
- 120 mil toneladas de pepino;
- 117 mil toneladas de aceituna;
- 108 mil toneladas de manzana;
- 100 mil toneladas de cebolla;
- 81 mil toneladas de pimiento morrón;

Además de menores producciones de otros productos agrícolas, como melón (41 mil toneladas), ciruela (41 mil toneladas), avena (34 mil toneladas), remolacha azucarera (27 mil toneladas), higo (24 mil toneladas), durazno (19 mil toneladas) y pera (13 mil toneladas).

## Horticultura
Albania produce una amplia variedad de frutas, frutos secos y verduras, mientras que su producción está en constante crecimiento.

## Rankings internacionales
| Cultivo (producción total)                  | Rango | Países examinados |
| ------------------------------------------- | ----- | ----------------- |
| Ciruelas y endrinas (Producción total) 2014 | 31    | 85                |
| Uvas (Producción total) 2014                | 36    | 90                |
| Sandías (Producción total) 2014             | 40    | 130               |
| Frutas (Producción total; sin melones) 2014 | 98    | 205               |
| Higuera (Producción total) 2014             | 11    | 52                |
| Pepinos (Producción total) 2014             | 39    | 133               |

## Lectura adicional
- Bernet, Thomas; Kazari, Iris S. (2012). Organic Agriculture in Albania: Sector Study 2011. Tirana, Albania.
- Diku, Abdulla (marzo de 2012). OPTIONS FOR GHG MITIGATION IN THE AGRICULTURE SECTOR IN ALBANIA. Archivado desde el original el 4 de marzo de 2016.
- Dashi, E.; Guri, F. (2008).  Allaya, M., ed. Food, Rural, Agricultural and Fisheries Policies in Albania. Montpellier: CIHEAM. pp. 241-264.
- Etleva, Jojic; Huqi, Bujar; Sallaku, Fatbardh; Tota, Odeta; Fortuzi, Shkelqim (2009). Land Fragmentation and Utilization of Agricultural Machinery in Albanian Conditions. Revista de Investigación de Ciencias Agrícolas. p. 41.
- Miluka, Juna; Carletto, Gero; Davis, Benjamin; Zezza, Alberto (2010). The Vanishing Farms? The Impact of International Migration on Albanian Family Farming. Revista de Estudios del Desarrollo. p. 1140-161.
- Muller, Daniel; Sikor, Thomas (2006). Effects of Post-Socialist Reforms on Land Cover and Land Use in South-Eastern Albania. Applied Geography. pp. 175-191.
- Levene, David (1 de enero de 2013). Albania's chestnut, cheese and pasta workers. The Guardian.
- LeBlanc, Tyler (26 de diciembre de 2014). Albania Mania: Perfect beaches, mountain hikes and truly local food. Packing yet?. Modern Farmer.
- CIA World Factbook.
- Encyclopædia Britannica.